# Sampa Chess Open
El Sampa Chess Open es una competición internacional de ajedrez ubicada en São Paulo, Brasil. El torneo es absoluto, permitiendo la participación de hombres y mujeres como elegibles para disputar este título. Se lleva a cabo de enero a febrero de cada año, en São Paulo, Brasil. El formato es suizo de nueve rondas. El control de tiempo es de 90 minutos para toda la partida con un incremento de 30 segundos a partir del primer movimiento.

## Historia
El Sampa Chess Open fue inaugurado el 29 de enero de 2024, siendo este año su primera edición. El nombre "Sampa" es una corrupción popular del nombre del municipio: "Sam-Pa-ulo". Fue creado con los objetivos de:
- Definir a los Campeones del Sampa Chess Open BLZ, STD y RPD.
- Conceder plazas para la Final del Campeonato Absoluto Brasileño, y Brasileño Femenino.
- Conceder cálculo y obtención de rating FIDE.

### Sampa Chess Open 2024
El año 2024 contó con varios GMs y se llevó a cabo en el Shopping Metrô Tatuapé, en São Paulo-SP. Este fue el 3º Festival de Ajedrez en el Shopping Metrô Tatuapé, en las modalidades: Torneos Blitz, Clásico y Rápido.

## Datos estadísticos
El torneo ofrece 90 minutos para cada ajedrecista con 30 segundos de incremento por cada 1 lance.

## Lista de los campeones en la categoría absoluta
A continuación, la lista de campeones, subcampeones y tercer lugar del Sampa Chess Open.
| Ano  | Campeão       | Pontos | Vice-campeão                    | 3ª posição               | Refs. |
| ---- | ------------- | ------ | ------------------------------- | ------------------------ | ----- |
| 2024 | Alexandr Fier | 7,5    | Diego Saul Rodri Flores Quillas | Roderick Ticona Rocabado | [ 1 ] |